# دهمین دوره کتاب سال جمهوری اسلامی ایران
مراسم دهمین دوره کتاب سال جمهوری اسلامی ایران در بهمن ۱۳۷۱ در تهران برگزار شد.

## آثار منتخب
| فهرست موضوعی نسخه‌های خطی عربی کتاب‌خانه‌های جمهوری اسلامی ایران و تاریخ علوم و تراجم دانشمندان اسلامی | محمد باقر حجتی                     |                                                              |             | سروش                                                                | ۱۳۷۰ | برگزیده | نسخ خطی             |
| تاریخ مجلات کودکان و نوجوانان                                                                       | منصور حسین‌زاده                     |                                                              |             | مرکز مطالعات و تحقیقات رسانه‌ها                                      | ۱۳۷۰ | برگزیده | تاریخ مطبوعات       |
| بحث در مابعدالطبیعة                                                                                 | ژان وال                            | یحیی مهدوی و همکاران                                         |             | خوارزمی                                                             | ۱۳۷۰ | برگزیده | فلسفه غرب و شرق     |
| شناخت‌شناسی در قرآن                                                                                  | عبداالله جوادی آملی                |                                                              |             | مرکز مدیریت حوزه علمیه قم                                           | ۱۳۷۰ | برگزیده | فلسفه اسلامی        |
| نهایة الحکمة                                                                                        | محمد حسین طباطبایی                 | مهدی تدین                                                    |             | مرکز نشر دانشگاهی                                                   | ۱۳۷۰ | برگزیده | فلسفه اسلامی        |
| روان‌شناسی مرضی تحولی از کودکی تا نوجوانی                                                            | پریرخ دادستان                      |                                                              |             | ژرف                                                                 | ۱۳۷۰ | برگزیده | روان‌شناسی           |
| التمهید فی علوم القرآن                                                                              | محمد هادی معرفت                    |                                                              |             | جامعة المدرسین بقم المشرفة، مؤسسه النشر الاسلامی                    | ۱۳۷۰ | برگزیده | علوم قرآنی          |
| الصحیح فی علوم القرآن                                                                               | جعفر مرتضی العاملی                 |                                                              |             | جامعة المدرسین بقم المشرفة، مؤسسه النشر الاسلامی                    | ۱۳۷۰ | برگزیده | سیره معصومین        |
| قاموس الرجال                                                                                        | محمد تقی تستری                     |                                                              |             | جامعة المدرسین بقم المشرفة، مؤسسه النشر الاسلامی                    | ۱۳۷۰ | برگزیده | حدیث                |
| آمار توصیفی                                                                                         | جرارد کالت                         | حسن صادقی                                                    |             | دانشگاه فردوسی                                                      | ۱۳۷۰ | برگزیده | آمار                |
| اصول سیاست خارجی و سیاست بین‌الملل                                                                   | عبدالعلی قوام                      |                                                              |             | سمت                                                                 | ۱۳۷۰ | برگزیده | علوم سیاسی          |
| اصول حسابداری                                                                                       | مصطفی علی مدد، نظام‌الدین ملک آرایی |                                                              |             | مرکز تحقیقات تخصصی حسابداری و حسابرسی                               | ۱۳۷۰ | برگزیده | بازرگانی و حسابداری |
| تاریخ مختصر زبان‌شناسی                                                                               | آر.اچ. روبینز                      | علی محمد حق‌شناس                                              |             | مرکز                                                                | ۱۳۷۰ | برگزیده | زبان‌شناسی عمومی     |
| زبان‌شناسی مقابله‌ای و تجزیه و تحلیل خطاها                                                            | محمد فلاحی                         |                                                              |             | مرکز نشر دانشگاهی                                                   | ۱۳۷۰ | برگزیده | زبان‌شناسی عمومی     |
| حساب دیفرانسیل و انتگرال و هندسه تحلیلی                                                             | جورج توماس، راس فینی               | مهدی بهزاد، سیامک کاظمی، علی کافی                            |             | مرکز نشر دانشگاهی                                                   | ۱۳۷۰ | برگزیده | ریاضی               |
| فیزیک برای رشته‌های فنی                                                                              | فردریک بیوکی                       | محمد ابراهیم ابوکاظمی                                        |             | مرکز نشر دانشگاهی                                                   | ۱۳۷۰ | برگزیده | فیزیک               |
| مبانی شیمی تجزیه                                                                                    | اسکرگ، وست                         | هوشنگ خلیلی، عبدالرضا سلاجقه، ابوالقاسم نجفی                 |             | مرکز نشر دانشگاهی                                                   | ۱۳۷۰ | برگزیده | شیمی                |
| تاریخ زمین لرزه‌های ایران                                                                            | ن.ن. آمبرن نر، چ.پ. ملویل          | عبدالحسین رده                                                |             | آگاه                                                                | ۱۳۷۰ | برگزیده | زمین‌شناسی           |
| کتاب الصیدنةَ فی الطلب                                                                               | ابوریحان بیرونی                    |                                                              | عباس زریاب  | مرکز نشر دانشگاهی                                                   | ۱۳۷۰ | برگزیده | علوم پزشکی و بهداشت |
| ژئوتکنیک                                                                                            | ا. رابرتس                          | محمد دانش                                                    |             | وزارت معادن و فلزات، شرکت ملی فولاد ایران، مرکز انتشارات صنعت فولاد | ۱۳۷۰ | برگزیده | عمران               |
| اصلاح نباتات زراعی                                                                                  | بهمن یزدی صمدی، سیروس عبدمیشانی    |                                                              |             | مرکز نشر دانشگاهی                                                   | ۱۳۷۰ | برگزیده | کشاورزی             |
| تئوری بنیادی موسیقی                                                                                 | پرویز منصوری                       |                                                              |             | چاووش                                                               | ۱۳۷۰ | برگزیده | موسیقی              |
| ساختار و تاویل متن                                                                                  | بابک احمدی                         |                                                              |             | مرکز                                                                | ۱۳۷۰ | برگزیده | تاریخ و نقد ادبی    |
| نفحات الانس فی حضرات القدس                                                                          | نورالدین عبدالرحمن جامی            |                                                              | محمود عابدی | اطلاعات                                                             | ۱۳۷۰ | برگزیده | متون قدیم           |
| روش‌های پژوهش در تاریخ                                                                               | شارل ساماران با همکاری گروه مؤلفان | ابوالقاسم بیگناه، غلامرضا ذات علیان، مهدی علایی، اقدس یغمایی |             | معاونت فرهنگی آستان قدس رضوی                                        | ۱۳۷۰ | برگزیده | تاریخ               |
| کارتوگرافی                                                                                          | جعفر مقیمی، مجید همراه             |                                                              |             | مرکز جغرافیایی کارتوگراف گیتاشناسی                                  | ۱۳۷۰ | برگزیده | جغرافیا             |
| ژئومرفولژی                                                                                          | روژه کک                            | فرج‌الله محمودی                                               |             | مؤسسه چاپ و انتشارات دانشگاه تهران                                  | ۱۳۷۰ | برگزیده | جغرافیا             |